# Tournée de l'équipe d'Écosse de rugby à XV en 2022
L'équipe d'Écosse de rugby à XV effectue du 25 juin au 16 juillet 2022 une tournée au Chili et en Argentine.
En ouverture de la tournée, sous l'appellation d'Écosse A, le groupe dispute un test match face au Chili.
Les Pumas, surnom de l'équipe d'Argentine, remportent la série de test matchs deux victoires à une, s'imposant lors du premier et du troisième affrontement, les écossais remportant quand a eux le deuxième test.

## Résultats complets
| No | Date            | Lieu                                                           | Match              | Score   | Compétition |
| -- | --------------- | -------------------------------------------------------------- | ------------------ | ------- | ----------- |
| 1  | 25 juin 2022    | Estadio Santa Laura-Universidad SEK, Independencia — Chili     | Chili – Écosse A   | 5 – 45  | Tournée     |
| 2  | 2 juillet 2022  | Estadio 23 de Agosto, San Salvador de Jujuy — Argentine        | Argentine – Écosse | 26 – 18 | Test match  |
| 3  | 9 juillet 2022  | Estadio Padre Ernesto Martearena, Salta — Argentine            | Argentine – Écosse | 6 – 29  | Test match  |
| 4  | 16 juillet 2022 | Stade Único Madre de Ciudades, Santiago del Estero — Argentine | Argentine – Écosse | 34 – 31 | Test match  |

## Résultats des test matchs

### Match d'ouverture
| Samedi 25 juin 2022 16 h 0 UTC-04:00 | Chili   | 5 - 45 | Écosse A | Estadio Santa Laura-Universidad SEK, Independencia 8 213 spectateurs |
| Samedi 25 juin 2022 16 h 0 UTC-04:00 | Rapport |        |          | Estadio Santa Laura-Universidad SEK, Independencia 8 213 spectateurs |
| Samedi 25 juin 2022 16 h 0 UTC-04:00 |         |        |          | Estadio Santa Laura-Universidad SEK, Independencia 8 213 spectateurs |

### Match 1
| Samedi 2 juillet 2022 16 h 10 UTC-03:00 | Argentine | 26 - 18 (18 - 6) | Écosse | Estadio 23 de Agosto, San Salvador de Jujuy |
| Samedi 2 juillet 2022 16 h 10 UTC-03:00 | Rapport   |                  |        | Estadio 23 de Agosto, San Salvador de Jujuy |
| Samedi 2 juillet 2022 16 h 10 UTC-03:00 |           |                  |        | Estadio 23 de Agosto, San Salvador de Jujuy |

### Match 2
| Samedi 9 juillet 2022 16 h 10 UTC-03:00 | Argentine | 6 - 29 (6 - 8) | Écosse | Estadio Padre Ernesto Martearena, Salta |
| Samedi 9 juillet 2022 16 h 10 UTC-03:00 | Rapport   |                |        | Estadio Padre Ernesto Martearena, Salta |
| Samedi 9 juillet 2022 16 h 10 UTC-03:00 |           |                |        | Estadio Padre Ernesto Martearena, Salta |

### Match 3
| Samedi 16 juillet 2022 16 h 10 UTC-03:00 | Argentine | 34 - 31 (13 - 14) | Écosse | Stade Único Madre de Ciudades, Santiago del Estero |
| Samedi 16 juillet 2022 16 h 10 UTC-03:00 | Rapport   |                   |        | Stade Único Madre de Ciudades, Santiago del Estero |
| Samedi 16 juillet 2022 16 h 10 UTC-03:00 |           |                   |        | Stade Único Madre de Ciudades, Santiago del Estero |